# Amaneceres en Jenin
Amaneceres en Jenin (en inglés, Mornings in Jenin), es una novela de 2006 de la autora palestina Susan Abulhawa, publicada originalmente como The Scar of David (en español, La cicatriz de David).

## Descripción
Es una ficción histórica de 331 páginas. La historia se desarrolla en la Palestina de 1948 a través de la Nakba, los campos de Sabra y Shatila y sus secuelas. La novela aborda la pérdida, el dolor, los traumas no tratados y el sufrimiento humano, y muestra cómo las personas palestinas salen adelante.
La historia abarca cuatro generaciones de una familia palestina. La protagonista de la novela, Amal, nació en un campo de refugiados de Yenín y la novela muestra la vida en el campo a través de sus ojos para, más tarde, mostrar como una madre que intenta navegar por el mundo a través de los traumas de su infancia.

## Contexto
Amaneceres en Jenin se publicó originalmente en Estados Unidos en 2006 con el título The Scar of David. La novela fue traducida al francés y publicada como Les Matins de Jenin. Luego fue traducida a 27 idiomas. En febrero de 2010, Bloomsbury Publishing reeditó la novela en los Estados Unidos como Mornings in Jenin. En español, fue publicada por La esfera de los libros con el título Amaneceres en Jenin.
Amaneceres en Jenin fue la primera novela mainstream en inglés en explorar la vida en la Palestina posterior a 1948. Su autora se inspiró parcialmente en la novela Regreso a Haifa de Ghassan Kanafani.